# Plagiochilion oppositum
Plagiochilion oppositum är en bladmossart som först beskrevs av Reinw., Blume et Nees, och fick sitt nu gällande namn av Sinske Hattori. Plagiochilion oppositum ingår i släktet Plagiochilion och familjen Plagiochilaceae. Inga underarter finns listade i Catalogue of Life.